# Scopula canthema
Scopula canthema là một loài bướm đêm trong họ Geometridae.